# Akademisk Boldklub
O Akademisk Boldklub Gladsaxe ou AB é um clube de futebol da Dinamarca, fundado em 1889, da cidade de Gladsaxe, norte de Copenhague.

## Titulos
- Campeonato Dinamarquês de Futebol: 9 Vezes

(1918-19, 1920-21, 1936-37, 1942-43, 1944-45, 1946-47, 1950-51, 1951-52 e 1967)